# Turdoides malcolmi
Turdoides malcolmi là một loài chim trong họ Leiothrichidae.